# Пешнево (Сладковский район)
Пешнево — упразднённая деревня в Сладковском районе Тюменской области. Входила в состав Сладковского сельского поселения. В 2004 году исключена из учётных данных, в связи с прекращением существования.

## География
Располагалась на восточном берегу озера Пешнево, на расстоянии примерно 8 километров (по прямой) к югу от села Сладково.

## История
До 1917 года входила в состав Сладковской волости Ишимского уезда Тюменской губернии. По данным на 1926 год деревня состояла из 27 хозяйств. В административном отношении входила в состав Большовского сельсовета Сладковского района Ишимского округа Уральской области.

## Население
| 1989 | 2002 |
| ---- | ---- |
| 9    | ↘0   |

По данным переписи 1926 года в деревне проживало 168 человек (84 мужчин и 84 женщины), в том числе: русские составляли 100 % населения.